# Planetary
Pour les articles homonymes, voir Planetary (homonymie).
Planetary est une série de comics créée par Warren Ellis et John Cassaday. Elle a débuté en 1998 et s’est achevée, après 27 numéros, en 2009.
La série est éditée aux États-Unis chez Wildstorm, un label de DC Comics et actuellement en France chez Urban Comics.

## Synopsis

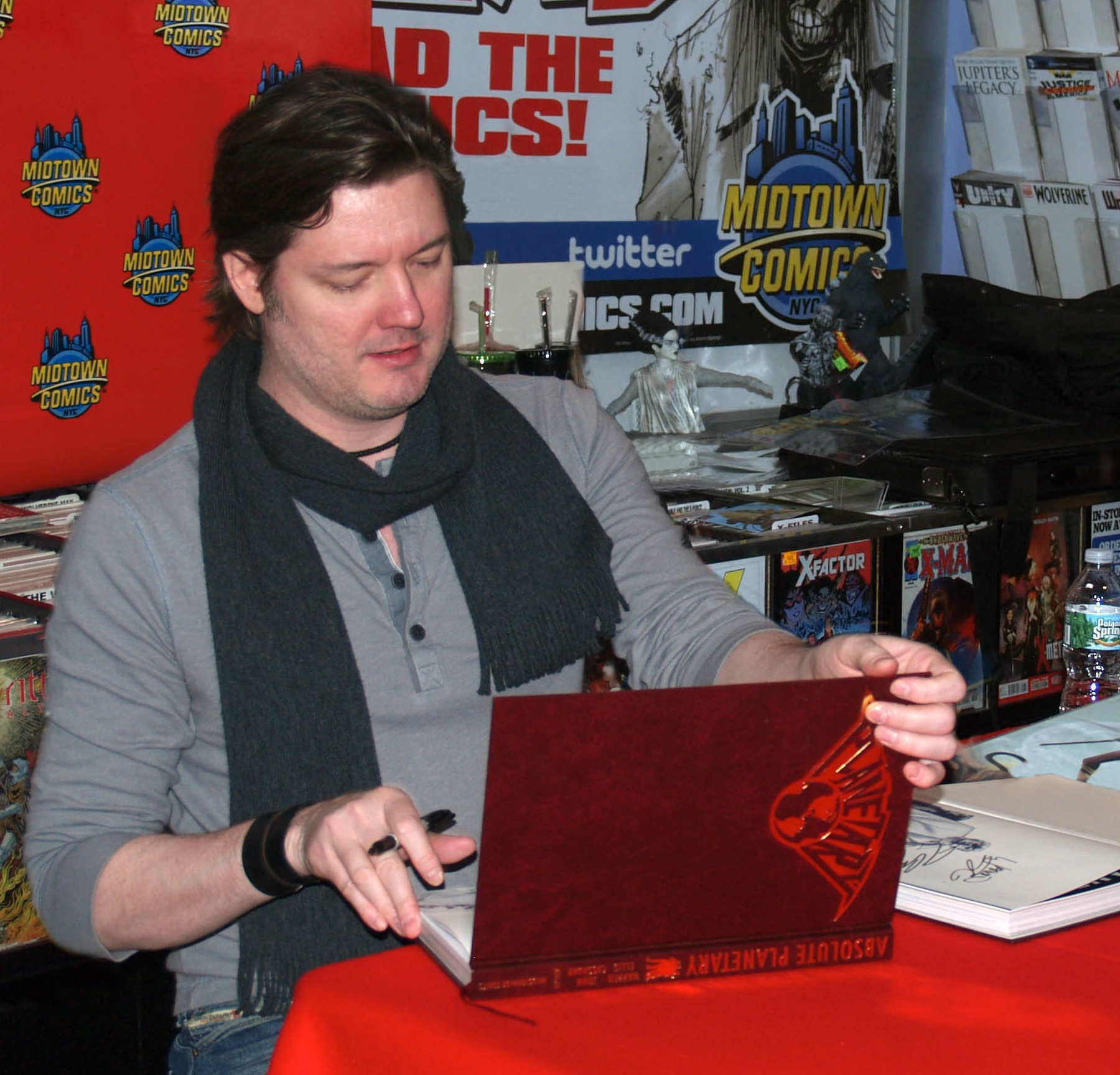
L'artiste John Cassaday signant une copie de Planetary à Midtown Comics en 2015.

Planetary est une organisation spéciale, qui se définit comme « archéologue de l’étrange », à la recherche des mystères et secrets de l’univers. La série suit de près les aventures d’une équipe de terrain de Planetary, composée de 4 membres.
Plus personnelle que Stormwatch ou Authority, Planetary est une série truffée de références et clins d’œil divers et variés, que ce soit à Godzilla, aux films d’action hongkongais, à la JLA, à Hulk ou aux Quatre Fantastiques. Les premiers numéros sont relativement indépendants et Planetary ressemble au premier abord à une série d'épisodes one shot. Cependant se met rapidement en place une trame de fond avec des éléments et des adversaires de taille.

## Personnages
L’équipe de terrain de Planetary est composée de :
- Jakita Wagner : femme forte (de caractère et physiquement). Meneuse affichée de l’équipe, elle n'a pas sa langue dans sa poche et possède une force et des capacités athlétiques surhumaines.
- Le Batteur (The Drummer) : mélange de geek, de hippie et de fan de rock. Il a un pouvoir plutôt étrange de communication avec les machines.
- Elijah Snow : fraîchement recruté au début de la série. Comme son nom l’indique il a un pouvoir thermique. Toujours vêtu de blanc, il est comme Jenny Sparks d’Authority né le 1er janvier 1900. Personnage mystérieux et ambigu, il prendra une importance croissante dans l'orientation de Planetary.

Planetary est financée par le mystérieux 4e homme dont personne ne connaît l’identité.

## Publications
Source : bedetheque.com,

### Semic
Dans la collection « Semic books »
1. Tout autour du monde (2004), reprenant les épisodes US #1 à 6 ainsi que le preview
2. Le Quatrième Homme (2004), reprenant les épisodes US #7 à 12

- Batman hors-série (Vol.2) no 2, reprenant le crossover Batman/Planetary

### Panini
Dans la collection « 100% Wildstorm »
1. Adieu, vingtième siècle (2007), reprenant les épisodes US #13 à 18
2. Énigmes et percussions (2010), reprenant les épisodes US #19 à 23
3. Le Dernier Mystère (2011), reprenant les épisodes US #24 à 27

- HS. D’un monde à l'autre… (2007), reprenant les différents cross-over de Planetary avec Batman, Authority et la JLA

### Soleil
- Terra Incognita (2000), reprenant les épisodes US #1 à #4

### Spark
- Tom Strong/Planetary nos 1 à 3 (2000), reprenant chacun les épisodes US correspondants

### Urban Comics
Collection "DC Essentiels"
1. Tome 1 (2016), reprenant les épisodes US #1-12 + Planetary/Authority + Planetary/Batman
2. Tome 2 (2017), reprenant les épisodes US Planetary #Preview + #13-27 + Planetary/JLA

## Continuité
Planetary fait parfois écho à Authority, autre série d’Ellis, partageant un univers cohérent ; les équipes ont partagé l’affiche dans un cross-over (sans toutefois se croiser, paradoxalement).
Le nom du comics, Planetary, est sans doute une référence à la célèbre revue française Planète, créée dans les années 1960 par Jacques Bergier et Louis Pauwels, et qui s'intéressait notamment à l'occultisme, à l'ufologie – bref à l'étrange en général – thèmes constituant justement l'influence première de la mythologie de ce comics. En effet, on apprend dans le deuxième tome de la bande dessinée que Planetary est également le nom d'un guide publié annuellement et confidentiellement par l'organisation, recensant ses découvertes. 